# Cleistes lenheirensis
Cleistes lenheirensis är en orkidéart som först beskrevs av João Barbosa Rodrigues, och fick sitt nu gällande namn av Frederico Carlos Hoehne. Cleistes lenheirensis ingår i släktet Cleistes, och familjen orkidéer. Inga underarter finns listade i Catalogue of Life.